# Hrvatski Narod
Hrvatski Narod (Kroatisches Volk) war eine Zeitung im Königreich Jugoslawien und später im Unabhängigen Staat Kroatien (NDH) sowie das publizistische Organ der faschistischen Ustascha.
Hrvatski Narod wurde 1939 als Wochenzeitung von Mile Budak gegründet und erschien nach Durchführung einer staatlichen Vorzensur. Es wurden zahlreiche antisemitische Artikel veröffentlicht. So seien Juden Fremde gewesen, welche das kroatische Volk ausgebeutet hätten. Im März 1940 wurde die Zeitung von der Regierung der Banschaft Kroatien verboten.
Nach dem deutschen Angriff auf Jugoslawien, der darauffolgenden Machtübernahme der Ustascha und Gründung des Unabhängigen Staates Kroatien am 10. April 1941 wurde die Zeitung wieder vertrieben und diente als kroatisches Pendant des Völkischen Beobachters. Die wichtigsten kollaborationsbereiten jugoslawischen Journalisten versammelten sich um Hrvatski Narod und die serbische Tageszeitung Novo vreme in Belgrad. Der Ustascha-Kommissar für das Zeitungswesen übernahm am Tag der Machtübernahme die wichtigsten Presseunternehmen und Presseinstitutionen in Zagreb und organisierte ein Presseamt, welches in den nächsten Monaten das Zeitungswesen leitete. Die Tageszeitungen Jutarnji List, Večer und Obzor des Konzerns Tipografija d. d. wurden teils wegen ihrer früheren Haltung, teils wegen der jüdischen Eigentümer verboten. Der Konzern wurde verstaatlicht, die gesamte Administration, Druckerei, Einrichtung und ein Teil der Redaktionen der drei Zeitungen für den Hrvatski Narod übernommen. Die Zeitung erschien so ab 1941 als Tageszeitung abends und morgens und entwickelte sich mit einer Auflage von mindestens 50.000 Stück zur führenden Tageszeitung des Staates. Im Zeitraum zwischen 1941 und 1943 war Alfons Dalma einer der Redakteure des Hrvatski Narod und zwischen 1943 und 1945 wurden Aufsätze des Germanisten Gustav Šamšalović veröffentlicht.
Hrvatski Narod war das publizistische Hauptorgan der Ustascha-Regierung und diente der Glorifizierung des neuen Staates, des Kroatentums, der Ustascha und der Neuordnung Europas durch Adolf Hitler. So waren die ersten drei Seiten den militärischen und wirtschaftspolitischen Leistungen Nazi-Deutschlands und Kroatiens Beitrag dazu gewidmet. Die Zeitung betrieb eine offene Hetze gegen die kroatischen Juden und judenfeindliche Propaganda. Das Ziel war es, die antisemitischen Maßnahmen der Ustascha zu rechtfertigen, indem Juden als Gefahr oder Verräter diffamiert wurden.